# Гатауллин, Наиль Гайнатович
Наиль Гайнатович Гатау́ллин (10 августа 1928, д. Чуюнчи, Белебеевский кантон БАССР, ныне Давлекановский район Республики Башкортостан — 26 апреля 2015, Уфа, Республика Башкортостан, Российская Федерация) — советский и российский хирург, действительный член Академии Наук Республики Башкортостан (1995), доктор медицинских наук, профессор, заслуженный деятель науки Башкирской АССР (1976) и РСФСР (1991), заслуженный врач РБ, отличник здравоохранения РБ.

## Биография
Родился в деревне Чуюнчи Давлекановского района. После окончания средней школы в 1946 году поступил в Башкирский государственный медицинский институт (ныне БГМУ), по окончании которого с 1951 по 1955 годы работал главным врачом и хирургом Куюргазинской районной больницы. Затем поступил в аспирантуру Института хирургии им. А.В.Вишневского. С 1958 года Наиль Гатауллин — сотрудник Башкирского мединститута: вначале ассистент и заведующий отделением грудной хирургии на базе 1-й городской клинической больницы, с 1966 по 1993 год — заведующий кафедрой госпитальной хирургии, с 1993 года — профессор этой кафедры. В 1966 году защитил докторскую диссертацию. В 1968 году ему присвоено ученое звание профессора.
В течение 25 лет являлся председателем правления республиканского общества хирургов, до 1991 года — членом правления Всесоюзного общества хирургов, являлся членом Всероссийского и Международного общества хирургов. Под его руководством в Уфе на базе городской клинической больницы №6 созданы и успешно функционируют Республиканские центры сердечной, сосудистой, грудной хирургии и Федеральный центр по реабилитации больных спаечной болезнью брюшины. Он автор более 400 научных трудов, в том числе 6 монографий. Под руководством профессора Гатауллина защищены докторские и кандидатские диссертации.

«Наиль Гайнатович был для учеников образцом стиля хирургической работы. Все видели, насколько филигранно он оперировал — прежде всего, бережно относясь к тканям. Гатауллин, в частной своей жизни — блестящий живописец-любитель классической школы, за операционным столом не допускал ни единого резкого движения; он работал исключительно аккуратно и надёжно. И, при работе на разных органах, — с большим знанием дела».— Профессор В. В. Плечев.
Был одним из организаторов I съезда онкологов РСФСР (1973, Уфа), Всероссийской конференции хирургов (1976, Уфа), ряда пленумов Правления Всероссийского научного общества и всех конференций Башкирского республиканского общества хирургов с 1968 по 1990 годы.
Наряду с лечебной и научной работой много внимания уделял учебно-воспитательной и методической работе. По его инициативе и проектам при 6-й городской клинической больнице построен учебно-лекционный корпус.
Публицистическая деятельность профессора Гатауллина, его умение изображать окружающий мир красками и карандашом не перестают играть особую воспитательную роль в студенческой среде. Его широкий кругозор, энциклопедические познания в области истории и литературы, а также в искусстве были примером для подражания.
За большие заслуги в развитии отечественной хирургической науки, подготовку врачебных и научных кадров он награждён орденом Трудового Красного Знамени, юбилейными медалями, в том числе медалью хирургического общества Пирогова «За выдающиеся заслуги в развитии хирургии». В 1976 году ему присвоено почетное звание «Заслуженный деятель науки Башкирской АССР», а в 1991 году — звание «Заслуженный деятель науки РФ». В том же году Наиль Гатауллин избран членом-корреспондентом, в 1995 году — действительным членом АН РБ. В 2013 году он был удостоен Государственной премии Республики Башкортостан в области науки и техники.
Умер после продолжительной болезни 26 апреля 2015 года в Уфе. Похоронен на Южном кладбище города Уфы.